# Paweł Jedwabiński
Paweł Jedwabiński herbu Trzywdar – chorąży wiski w latach 1647–1675.
W 1648 roku był elektorem Jana II Kazimierza Wazy z ziemi wiskiej. W 1669 roku był elektorem Michała Korybuta Wiśniowieckiego z ziemi wiskiej. W 1674 roku był elektorem Jana III Sobieskiego z ziemi wiskiej.